# Ferredossina-NAD+ reduttasi
La ferredossina-NAD+ reduttasi è un enzima appartenente alla classe delle ossidoreduttasi, che catalizza la seguente reazione:
ferredossina ridotta + NAD+ ⇄ ferredossina ossidata + NADH + H+